# HD 45350
| 太陽 | HD 45350  |
| ---- | --------- |
| 太陽 | Exoplanet |

HD 45350は、ぎょしゃ座の方角に約160光年の距離にある、8等級の恒星である。スペクトル型がG5 IVの黄色準巨星で、核での水素燃焼は終了している。太陽より若干冷たいが、明るい。この恒星は非常に古く、まもなく赤色巨星へ膨張を開始すると考えられている。

## 惑星系
2005年1月、軌道離心率の非常に大きい太陽系外惑星が、HD 45350の周りを公転していることがリック・カーネギー系外惑星サーベイによって発見された。
| 名称 （恒星に近い順） | 質量             | 軌道長半径 （天文単位） | 公転周期 (日) | 軌道離心率    | 軌道傾斜角 | 半径 |
| --------------------- | ---------------- | ----------------------- | ------------- | ------------- | ---------- | ---- |
| b (Peitruss)          | > 1.79 ± 0.14 MJ | 1.92 ± 0.07             | 963.6 ± 3.4   | 0.778 ± 0.009 | —          | —    |

## 名称
2019年、世界中の全ての国または地域に1つの系外惑星系を命名する機会を提供する「IAU100 Name ExoWorldsプロジェクト」において、HD 45350 はルクセンブルクに割り当てられる系外惑星系となった。このプロジェクトは、「国際天文学連合100周年事業」の一環として計画されたイベントの1つで、ルクセンブルク国内での選考、国際天文学連合 (IAU) への提案を経て、太陽系外惑星とその母星に固有名が承認されるものであった。2019年12月17日、IAUから最終結果が公表され、HD 45350はLucilinburhuc、HD 45350 bはPeitrussと命名された。Lucilinburhucは、ルクセンブルクの始祖ジークフリートが963年に築いた城塞。Peitrussは、ルクセンブルクを流れるペトリュス川に由来する名前で、Lucilinburhuc城を取り巻くところが、惑星を想起させる。